# Ceterum censeo Carthaginem esse delendam
Ceterum censeo Carthaginem esse delendam. Hrvatski: Uostalom, mislim da Kartagu treba razoriti.
Ova poznata izreka pripisuje se rimskom senatoru Marku Porciju Katonu Starijem koju je on u doba pred početak Trećega punskog rata ponavljao na kraju svakog zasjedanja rimskog Senata (pod točkom Ceterum, Razno) zahtijevajući uništenje Kartage sve dok mu Senat nije udovoljio. U Trećem punskom ratu Rimljani su 146. prije Krista dotadašnju sredozemnu velesilu Kartagu sravnili sa zemljom. 
Censeo međutim u danome kontekstu znači u govoru pred Senatom zapravo Zahtijevam. Prijevod Uostalom, mislim da Kartagu treba razoriti zato nije posve povijesno autentičan. Prijevod bi zapravo trebao glasiti: Pod točkom Razno zahtijevam da se Kartaga uništi.
Danas se govori Ceterum censeo, kad netko nešto uporno zahtjeva. Pita li se nekoga za njegov Ceterum censeo, pita ga se koji mu je važan cilj ili ciljevi u njegovom životu. 